# Bryce Baringer
Bryce Baringer (Waterford, 26 aprile 1999) è un giocatore di football americano statunitense che milita nel ruolo di punter per i New England Patriots della National Football League (NFL).

## Carriera

### New England Patriots
Al college Baringer giocò a football a Illinois (2017) e a Michigan State (2018-2022), dove nell'ultima stagione fu premiato come All-American e vinse il premio Eddleman-Fields come punter dell'anno. Fu scelto nel corso del sesto giro (192º assoluto) del Draft NFL 2023 dai New England Patriots. Debuttò come professionista nella gara del primo turno contro i Philadelphia Eagles calciando 5 punt a una media di 45,2 yard l'uno. La sua prima stagione si chiuse tenendo una media di 46,9 yard per punt, venendo inserito nella formazione ideale dei rookie dalla Pro Football Writers of America.

## Palmarès
- PFWA All-Rookie Team - 2023